# Маја Миљковић
Маја Миљковић (рођена 11. априла 1988. године у Лесковцу) српска је кошаркашица. Игра на позицији плејмејкера и чланица је репрезентације Србије.

## Каријера
У каријери је играла за иностране клубове Селту Виго, Сопрон баскет, Бурж, Тарб Жесп Бигор, ЦСМ Трговиште, Јенисеј, Намур капитале и Касторс Брен. Током 2011. године играла је за београдски Партизан.
Са репрезентацијом Србије освојила је бронзану медаљу на Европском првенству 2019. године одржаном у Србији и Летонији. Наступала је на још два Европска првенства 2007. и 2009. године.

## Успеси

### Репрезентативни
- Европско првенство:  Србија / Летонија.